# Pore aérien
Les pores aériens sont des ouvertures dans le thalle des Marchantiophytes qui s'apparentent aux stomates des Stomatophytes. Leur rôle est similaire à celui des stomates, à savoir l'échange des gaz dioxygène et dioxyde de carbone entre le végétal et le milieu.